# Bartolomeo Manfredi
Bartolomeo Manfredi (25 de agosto de 1582 - 12 de dezembro de 1622) foi um pintor italiano da escola barroca.
Manfredi nasceu em Ostiano, perto de Cremona, no norte da Itália. Foi um dos principais membros dos Caravaggisti (seguidores de Michelangelo Merisi da Caravaggio) do início do século XVII.
Alguns acreditam que ele possa ter sido um aluno do Caravaggio em Roma: em seu famoso processo de difamação em 1603, Caravaggio mencionou um certo Bartolomeu, que teria sido seu aprendiz, e que foi acusado de distribuir poemas escandalosos que atacavam seu detestado rival, o pintor Giovanni Baglione.
Bartolomeo Manfredi ficou conhecido na história da arte por ter sido um seguidor próximo do estilo inovador de Caravaggio, com sua técnica de claroscuro e naturalismo, capaz de contar histórias através da expressão e da linguagem corporal.
Caravaggio em sua breve carreira - disparou para a fama em 1600, foi exilado de Roma em 1606 e morto até 1610 - teve um efeito profundo sobre a geração mais nova de artistas, particularmente em Roma e Nápoles. 
E destes Caravaggisti (seguidores do Caravaggio), Manfredi parece, por sua vez, ser o mais influente em transmitir o legado do mestre para a próxima geração, particularmente com pintores da França e Holanda que vieram para a Itália. Nenhuma obra documentada e assinada de Manfredi sobreviveu, e várias das quarenta obras agora atribuídas a ele foram anteriormente creditadas por Caravaggio. O desenrolar constante de Caravaggio de Manfredi deixou claro que era Manfredi, ao invés de seu mestre, que era o principal responsável por popularizar a pintura de gênero de baixa vida entre a segunda geração de Caravaggisti.